# 恭帝侑
恭帝 侑（きょうてい ゆう）は、隋朝の第3代皇帝（在位：617年12月18日 - 618年6月12日）。第2代皇帝の煬帝の孫に当たる。元徳太子楊昭の子。母は韋寿の娘の韋妃。

## 生涯
607年、陳王に封ぜられた。のちに代王に改封された。煬帝が高句麗遠征に出征すると、京師（長安・大興城）の総留事をつとめた。615年、煬帝の晋陽行幸に従い、太原郡太守に任じられたが、まもなく京師に戻った。617年11月、唐国公李淵が長安を占拠すると、楊侑は隋の皇帝として擁立され、大興殿で即位した。李淵を尚書令・大丞相に任じ、唐王に封じて国政を任せた。618年3月に煬帝が宇文化及に殺害され、5月にその知らせが長安に届くと、楊侑は李淵に帝位を禅譲し、ここに隋は滅亡した。唐の酅国公に封ぜられた。
619年9月、死去した。なお東都洛陽で擁立され王世充によって殺された異母兄の楊侗（恭帝侗）は、恭帝侑が李淵に禅譲した経緯のために正統な皇帝とは見なされていない。

## 伝記資料
- 『隋書』巻五 帝紀第五「恭帝紀」
- 『北史』巻十二 隋本紀下第十二「恭皇帝紀」